# جریان برزیل شمالی
جریان برزیل شمالی (انگلیسی: North Brazil Current) یک جریان اقیانوسی گرم و بخش جنوب‌غربی چرخاب اطلس شمالی است. این جریان زمانی تشکیل می‌شود که جریان استوایی جنوبی در اقیانوس اطلس در گردش به‌سمت غرب به دو شاخه منشعب شده و با جابه‌جایی به‌سمت شمال‌غرب در امتداد ساحل برزیل گردش می‌کند. جریان برزیل شمالی در مرز برزیل و گویان پایان می‌یابد. این جریان عمدتاً یک جریان آب شور است ولی در انتقال آب شیرین رود آمازون به شمال نقش دارد.